# Jörg Gühring
Jörg Gühring (* 20. Januar 1935 in Ebingen; † 26. Januar 2021 am Tegernsee) war ein deutscher Unternehmer. Er gilt als verantwortlich für den Aufstieg des Familienunternehmens Gühring zum Global Player.

## Leben
Gühring absolvierte in der Maschinenfabrik Weingarten eine Ausbildung zum Maschinenschlosser, bevor er in München Betriebswirtschaft studierte. 1964 trat er in das 1898 von seinem Großvater gegründete Familienunternehmen ein. Bis in die 1980er Jahre war er kaufmännischer Geschäftsführer, anschließend nach dem Rückzug seines Bruders und seines Cousins Alleininhaber des mittlerweile auf über 7000 Mitarbeiter angewachsenen Unternehmens. Im Nachruf der Schwäbischen Zeitung heißt es über seine Zeit in der Geschäftsführung: „Jörg Gühring hat das gleichnamige Unternehmen in rund sechs Jahrzehnten vom Nischenanbieter zum internationalen Marktführer aufgebaut“. Trotz Parkinson-Erkrankung ab 2009 und zuletzt starker Einschränkungen nach einem Wirbelbruch blieb er bis zuletzt im Familienunternehmen aktiv.

## Auszeichnungen
Für das Festhalten am Produktionsstandort Berlin trotz wegfallender Förderung nach der Wiedervereinigung wurde Gühring 2006 mit dem Verdienstorden des Landes Berlin ausgezeichnet. Er war zudem Träger des Bundesverdienstkreuzes, das er für sein „unternehmerisches und soziales Engagement“ erhielt.

## Familie
Gührings Sohn Oliver trat 2000 in das Unternehmen ein und übernahm die Geschäftsführung in den Bereichen Vertrieb und Marketing. Gühring war in dritter Ehe mit der TV-Ärztin Antje-Katrin Kühnemann verheiratet, was ihm zunehmend die Aufmerksamkeit der Boulevardpresse einbrachte; mit ihr lebte er am Tegernsee. Sein Sohn und zwei Töchter stammen aus den ersten beiden Ehen.